# If You Can Believe Your Eyes and Ears
If You Can Believe Your Eyes and Ears är folkrockgruppen The Mamas and the Papas debutalbum, utgivet i mars 1966. Albumet innehöll de två stora hitsen "California Dreamin'" och "Monday, Monday". Förutom folkrock fanns här inslag av soul och vanlig rak pop. Albumet blev etta på Billboardlistan.

## Låtlista
Sida 1
1. "Monday, Monday" (John Phillips) – 3:03
2. "Straight Shooter" (John Phillips) – 2:59
3. "Got a Feelin'" (Denny Doherty/John Phillips) – 2:44
4. "I Call Your Name" (John Lennon/Paul McCartney) – 2:32
5. "Do You Wanna Dance" (Bobby Freeman) – 2:58
6. "Go Where You Wanna Go" (John Phillips) – 2:32

Sida 2
1. "California Dreamin'" (John Phillips/Michelle Phillips) – 2:32
2. "Spanish Harlem" (Jerry Leiber/Phil Spector) – 3:22
3. "Somebody Groovy" (John Phillips) – 3:14
4. "Hey Girl" (John Phillips/Michelle Phillips) – 2:21
5. "You Baby" (Steve Barri/P.F. Sloan) – 2:15
6. "The "In" Crowd" (Billy Page) – 3:10